# Komodo (шахматная программа)
Komodo — UCI-совместимый шахматный движок, разработанный Доном Дейли и Марком Лефлером, а также поддерживаемый гроссмейстером Ларри Кауфманом, который наряду с основными задачами разработки настраивает оценочную функцию. Бесплатен для некоммерческого использования до версии 12. Является одним из сильнейших движков, наряду со Stockfish и Houdini, занимает лидирующие позиции в известных рейтинговых списках движков.

## История
Komodo основан на движке Doch, разработанном Доном Дейли. Первая многопроцессорная версия вышла в июне 2013 года и называлась Komodo 5.1 MP. В октябре 2013 года Дон Дейли объявил о выходе Komodo 6, а также о беспокойстве касательно будущего самого движка ввиду своего плохого состояния из-за лейкемии. Он представил Марка Лефлера как нового члена команды по разработке Komodo. Дон Дейли скончался от лейкемии 22 ноября 2013 года, примерно в то же время, когда Komodo опередил Stockfish, выиграв вторую игру в суперфинале TCEC.
В декабре 2014 года Komodo обыграл Stockfish в суперфинале TCEC (Season 7, 2014) со счётом 33.5-30.5.
В ноябре 2015 года Komodo снова нанёс поражение Stockfish со счётом 53.5-46.5 в суперфинале TCEC (Season 8, 2015). Программы имели в своём распоряжении достаточно мощный сервер, обладающий 24 ядрами.
В 2016 году Komodo выиграл WCCC, обыграв в финале движок Jonny, и WCSC.
В 2017 году Komodo в очередной раз выиграл WCCC, а также World Blitz.
На начало 2020 года продолжает входить в когорту сильнейших шахматных движков.

## Сила и стиль игры
Главной особенностью движка Komodo является то, что он в большей степени полагается на оценку позиции, нежели на глубину поиска, и потому имеет отличительный позиционный стиль игры. Дон Дейли полагал, что у Komodo лучшая оценочная функция. Его сильная сторона: «Играть, когда нечего играть».